# Paul Benedict
Pour les articles homonymes, voir Benedict.
Paul Benedict est un acteur et réalisateur américain né le 17 septembre 1938 à Silver City, Nouveau-Mexique (États-Unis) et mort le 1er décembre 2008 à Martha's Vineyard (Massachusetts).

## Filmographie

### Comme acteur
- 1965 : The Double-Barrelled Detective Story d'Adolfas Mekas : Wells Fargo Ferguson
- 1968 : The Virgin President de Graeme Ferguson : Rutherford Melon
- 1969 : 1, rue Sésame ("Sesame Street") (série télévisée) : The Number-Painter (unknown episodes, 1969-1974)
- 1971 : Cold Turkey de Norman Lear : Zen Buddhist
- 1971 : Taking Off de Miloš Forman : Ben Lockston
- 1971 : Le Rivage oublié (They Might Be Giants) d'Anthony Harvey : Chestnut Man
- 1971 : The Gang That Couldn't Shoot Straight de James Goldstone : Shots O'Toole
- 1972 : Deadhead Miles (en), de Vernon Zimmerman : Tramp
- 1972 : Jeremiah Johnson de Sydney Pollack : Rev. Lindquist
- 1972 : Up the Sandbox (en) d'Irvin Kershner : Dr Beineke
- 1974 : Spéciale première (The Front Page) de Billy Wilder : Plunkett
- 1975 : Racolage (Hustling) (TV) de Joseph Sargent : Lester Traube
- 1975 : Mandingo de Richard Fleischer : Brownlee
- 1975 : Smile de Michael Ritchie : Orren Brooks
- 1977 : Adieu, je reste (The Goodbye Girl) d'Herbert Ross : Mark, le metteur en scène déjanté
- 1979 : Billy in the Lowlands de Jan Egleson : Billy's Father
- 1981 : Desperate Moves d'Oliver Hellman: Cosmo
- 1982 : The Electric Grandmother (en) de Noel Black (TV) : Guido Fantoccini
- 1982 : The Blue and the Gray (feuilleton TV) : Arbuthnot
- 1983 : L'Homme aux deux cerveaux (The Man with Two Brains) de Carl Reiner : Butler
- 1984 : Manhattan Solo (|The Lonely Guy) d'Arthur Hiller : Dr Zook (voix)
- 1984 : Spinal Tap (This Is Spinal Tap) de Rob Reiner : Tucker 'Smitty' Brown
- 1988 : Arthur 2 : Dans la dèche de Bud Yorkin : Fairchild
- 1988 : Cocktail de Roger Donaldson : Finance Teacher
- 1989 : Une fille à croquer (Babycakes) (TV) de Paul Schneider
- 1989 : The Chair de Waldemar Korzeniowsky : Warden Edward Dwyer
- 1990 : Premiers pas dans la mafia (The Freshman) d'Andrew Bergman : Arthur Fleeber, NYU Professor / Clark's Faculty Advisor
- 1990 : L'Amour dans de beaux draps (Sibling Rivalry) de Carl Reiner : Dr Plotner
- 1991 : La Famille Addams (The Addams Family) de Barry Sonnenfeld : juge Womack
- 1993 : L'Attaque de la femme de 50 pieds (Attack of the 50 Ft. Woman) (TV) : Dr Victor Loeb
- 1995 : Guns and Lipstick de Jenö Hodi : Mickey
- 1996 : Waiting for Guffman de Christopher Guest : Not Guffman (M.. Roy Loomis)
- 1997 : L'Associé du diable (The Devil's Advocate) de Taylor Hackford : Walter Krasna
- 1998 : Who Was That Man de Jon Korkes (en)
- 1999 : A Fish in the Bathtub de Joan Micklin Silver : Milo
- 1999 : Haine et Passion (The Guiding Light) (série télévisée) : M.. Pratt (unknown episodes, 1999)
- 2000 : Isn't She Great d'Andrew Bergman : Prof. Brainiac
- 2003 : A Mighty Wind, titre québécois Les Grandes Retrouvailles) de Christopher Guest : Martin Berg
- 2004 : Coup d'éclat (After the Sunset) de Brett Ratner : Night Shift Guard

### Comme réalisateur
- 1975 : The Jeffersons (série télévisée)

## Théâtre
- 1996 : Hughie, pièce de théâtre d'Eugene O'Neil
- 2000 à 2001 : The Music Man, comédie musicale américaine